# Kostel svaté Jany de Chantal
Kostel svaté Jany de Chantal (fr. Église Sainte-Jeanne-de-Chantal) je katolický farní kostel v 16. obvodu v Paříži na Boulevardu Murat postavený v letech 1932-1962. Kostel je zasvěcen svaté Janě de Chantal (1572-1641), která spolu s pomocí Františka Saleského založila řád Navštívení Panny Marie (visitantinky).

## Historie
Stavba kostela byla zahájena díky donaci řádu Navštívení Panny Marie v roce 1932 podle plánů architekta Juliena Barbiera (1869-1939). Po jeho smrti na stavbě pokračovali Gérard Barbier a Charles Venner. V roce 1936 se konala první mše v dokončené apsidě. V letech 1943-1944 kvůli blízkosti továrny Renault hrozilo bombardování, takže stavební práce byly přerušeny a obnoveny až v roce 1949. V roce 1954 architekti André Blanc a Charles Nicod (1878-1967) upravili původní projekt: zmenšili kupoli a zvětšili chrámovou loď. Výstavbu kostela se podařilo dokončit až v roce 1962. V letech 1969-1979 zde byl farářem budoucí pařížský arcibiskup Jean-Marie Lustiger.